# Animal - Il segreto della foresta
Animal - Il segreto della foresta (Animal) è un film del 2014 diretto da Brett Simmons.

## Trama
Un gruppo di quattro persone fugge in una foresta da una presenza misteriosa. Una di loro, Barbara cade e viene uccisa, sotto gli occhi increduli del marito Douglas e degli altri due amici.
Cinque ragazzi (Matt, Sean, Mandy, Jeff e sua sorella Alissa) decidono di trascorrere un po' di tempo in un luogo nella foresta, prossima allo sradicamento, dove la famiglia dei due fratelli si recava ogni estate per sentirsi a contatto con la natura. L'abbattimento di una parte della foresta ha fatto in modo che molti animali selvaggi venissero fuori dalle loro caverne, e per questo Jeff ha portato con sé una bomboletta che stordirebbe addirittura un orso. Ha però una discussione con Alissa che è contraria al fatto di rimanere in quel luogo anche dopo il tramonto. Scesa l'oscurità, i ragazzi capiscono di essersi persi e trovano dei resti umani sotto dei rami, sentendo poi degli strani ululati. Tutti decidono di tornare alla macchina e di chiamare il ranger della zona ma, non riusciranno nel loro intento. Incontreranno infatti un animale mostruoso che ucciderà Jeff. I sopravvissuti troveranno rifugio a casa di una coppia (i due che erano insieme a Douglas all'inizio della storia).
La giovane coppia, formata da Vicky e Carl, da ospitalità ai ragazzi in una casa completamente barricata. Mentre i giovani chiamano aiuto, Douglas appare, dicendogli che non potranno mai essere salvati. Carl rivela che l'animale cerca sempre di colpire le assi più deboli della casa per poter entrare: decidono così di rinforzare le barricate della struttura. Nonostante tutto l'animale riesce ad entrare e a ferire Carl, venendo poi accecato da Sean. Carl decide di distrarre la bestia con l'aiuto di Sean mentre Matt ha la via libera per tornare nella strada principale per chiedere aiuto. Il piano funziona, ma Douglas decide di non far rientrare i due ragazzi in casa per farli divorare dall'animale, visto che, una volta saziato, si placherebbe per qualche minuto. Alissa, Mandy e Vicky si oppongono e le prime due fanno entrare i ragazzi dall'entrata secondaria della casa. Tornato nella struttura, Carl colpisce Douglas per quello che voleva fare, stordendolo e poi legandolo.
Mandy rivela a Alissa di essere incinta del fratello, e Sean rivela alle due che era innamorato di Jeff, che ricambiava il suo amore. Il gruppo scopre che l'animale ha ferito Matt e l'ha riportato nella cantina. I ragazzi lo salvano, ma Carl viene ucciso. Matt, in fin di vita, viene ucciso da Douglas che si libera dalle corde con l'inganno. Anche quest'ultimo viene ucciso, ma questa volta dall'animale. I sopravvissuti riusciranno ad uccidere l'animale dandogli fuoco, ma vengono colti alla sprovvista da un nuovo mostro che uccide Vicky e Sean. Uscite fuori dalla struttura, Alissa e Mandy cercheranno di raggiungere la macchina per andare via dal bosco, ma la prima delle due viene uccisa. L'ultima riuscirà a raggiungere l'automobile nascondendo il suo odore. Viene poi aggredita dal secondo animale, ma riuscirà ad ucciderlo investendolo e a scappare via dalla foresta e dal quell'incubo. Un terzo animale appare infine a fianco ai resti di quello ucciso da Mandy.